# Z ~Zed~
Z ~Zed~ (Ｚ～ゼット～) és un manga creat per Koji Aihara, publicat el 2011, de zombis. Els toms japonesos foren publicats en estes dates en aquest ordre: 26 d'abril de 2013 (tom 1), 19 de juliol de 2014 (tom 2) i 29 de maig de 2015 (tom 3).
Se'n va fer una adaptació en pel·lícula live-action dirigida per Norio Tsuruta.

## Repartiment de la pel·lícula
- Mayu Kawamoto
- Noriko Kijima
- Miharu Tanaka[5]
- Koji Aihara: zombi[4]